# 特雷瓜科

特雷瓜科（西班牙語：Treguaco），是智利的城市，位於該國中部比奧比奧大區的紐布萊省，始建於1973年1月30日，面積313.1平方公里，海拔高度16米，2012年人口5,227人，人口密度每平方公里17人。
36°25′51″S 72°40′5″W / 36.43083°S 72.66806°W